# ريتشارد بريتن
ريتشارد بريتن (بالإنجليزية: Richard Brittain)‏ هو مدرب كرة قدم ولاعب كرة قدم بريطاني، ولد في 24 سبتمبر 1983 في باثغيت في المملكة المتحدة. لعب مع ريث روفرز ونادي روس كاونتي ونادي سانت ميرين.

## وصلات خارجية
- ريتشارد بريتن على موقع قاعدة بيانات كرة القدم.إي يو (الإنجليزية)
- ريتشارد بريتن على موقع Soccerbase.com (لاعب) (الإنجليزية)
- ريتشارد بريتن على موقع Soccerway.com (الإنجليزية)